# Hanbaliták
A hanbaliták (arab: الحنبلية al-hanbalija) az Ahmad ibn Hanbal  (780–855) hadísztudós által alapított szunnita vallásjogi iskola (madzhab) követői. A saríát tanító négy nagy szunnita iskola egyikének hívei.

## Jellemzői

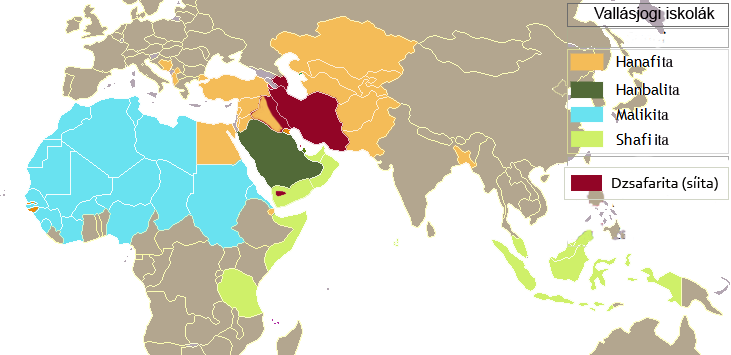
Az egyes madzhabok elterjedése

A hanbaliták szöveghűségükről és dogmatikus érvelésükről ismertek, az iszlám törvényének forrásaként kizárólag a Koránt és a szunnát ismerik el. Rítus dolgában a legszigorúbb, a modern újításokkal (bidaa) szemben a legkevésbé toleráns madzhab. A szunnita iszlám legkonzervatívabb jogi iskolája, de csak a szunniták mintegy öt százalékát teszi ki. Ezzel szemben erős befolyást gyakorolnak az egész szunnita közösségre, mivel a szaúd-arábiai Mekka és Medina szent helyei minden évben a haddzs célpontjai.
Elsősorban Szaúd-Arábiában és Katarban van jelen, ahol a vahhábizmus forrása volt. A szaúd-arábiai jogrendszerben a hanbalizmus erősen képviselteti magát. Jelentős számú hívük él még az Egyesült Arab Emírségek és Omán területén is. Az Afrikában és a Közel-Keleten folytatott térítő tevékenységük miatt, továbbá az iszlámot is fenyegető elvilágosodás miatt befolyása világviszonylatban nő.
A szalafizmus, amely kifejezetten nem követ semmilyen jogi iskolát, a legtöbb esetben a hanbalita-nézetekhez kapcsolódik.
A hanbaliták hagyományosan szkeptikusak a teológiai vitára (kalám). Ibn Hanbal határozottan fellépett a mutazila  racionalista teológia és a kalám Korán-felfogása ellen.
Híres szúfik voltak a hanbalita iskolából: a 11. századi Abdullah Ansari  és a 11-12. sz.-i Abd al-Qádir al-Dzsílání .

## Fordítás
- Ez a szócikk részben vagy egészben  a   Hanbalisme című angol Wikipédia-szócikk fordításán alapul.  Az eredeti cikk szerkesztőit annak laptörténete sorolja fel. Ez a jelzés csupán a megfogalmazás eredetét és a szerzői jogokat jelzi, nem szolgál a cikkben szereplő információk forrásmegjelöléseként.
- Ez a szócikk részben vagy egészben  a(z)   Ханбалитский мазхаб című orosz Wikipédia-szócikk fordításán alapul.  Az eredeti cikk szerkesztőit annak laptörténete sorolja fel. Ez a jelzés csupán a megfogalmazás eredetét és a szerzői jogokat jelzi, nem szolgál a cikkben szereplő információk forrásmegjelöléseként.